# Carl Djerassi
Carl Djerassi (Viena, 29 d'octubre de 1923 - Sant Francisco, Califòrnia, 30 de gener de 2015) va ser un químic, novel·lista i dramaturg búlgar-austríac-estatunidenc, més conegut per la seva contribució al desenvolupament de la píndola anticonceptiva (OCP).

## Trajectòria
Carl Djerassi va néixer el 1923 a Viena, en una família jueva. Quan el 1939 el Govern nazi alemany va annexionar Àustria, Djerassi va emigrar als Estats Units amb la seva mare. La família va patir moltes dificultats econòmiques. Va poder completar els seus estudis gràcies a una carta que va escriure a Eleanor Roosevelt, la primera dama en aquells temps, que va intercedir perquè obtingués el finançament. Es va llicenciar en química i el seu primer treball va ser a la companyia farmacèutica suïssa Ciba, a Nova Jersey, on va aconseguir la patent del primer antihistamínic. Va fer el doctorat en química orgànica a la Universitat de Wisconsin, amb una tesi sobre la transformació, mitjançant una sèrie de reaccions químiques, l'hormona masculina testosterona en l'hormona femenina estradiol. En tornar a treballar a Ciba no li van permetre continuar investigant en la línia de recerca que havia iniciat amb la seva tesi i el 1949 va començar a treballar a Syntex, una empresa que es trobava a la ciutat de Mèxic. Només els dos primers anys el seu grup de recerca ja va patentar diversos mètodes d'obtenció compostos esteroides, entre els quals la síntesi de cortisona a partir d'una sapogenina que és present en una planta endèmica de Mèxic, el nyam (Dioscorea sp.). A Mèxic s'han utilitzat tradicionalment les plantes amb finalitat abortiva, per modificar els cicles menstruals o simplement per reduir les molèsties durant la menstruació.
Va participar en la invenció, el 1951, juntament amb el mexicà Luis Miramontes i l'hongarès-mexicà George Rosenkranz, de l'hormona progestina 19-noretisterona, la qual, diferent de la progesterona, té un efecte permanent quan es pren oralment i és més resistent que l'hormona natural. Més tard seria la base del primer anticonceptiu oral, conegut com a píndola anticonceptiva.
Gregory Pincus i Min Chueh Chang van administrar aquesta hormona primer a animals i John Rock va fer el primer assaig amb humanes. Djerassi va remarcar que ell no tenia al cap el control de la natalitat quan va començar a treballar amb la progesterona –«ni en els nostres somnis més salvatges… ho imaginàvem»– quan va ser referit per alguns com el pare de la píndola. Va ser també autor de la novel·la Cantor's Dilemma (El Dilema de Cantor), en la qual explora l'ètica dels moderns científics investigant a través del seu protagonista, Dr. Cantor.
Amb els guanys aconseguits amb la píndola va esdevenir emprenedor i va crear una companyia per controlar el desenvolupament dels insectes utilitzant hormones. Era col·leccionista d'art, i acumulava una important col·lecció del pintor expressionista Paul Klee. També va comprar terres on va instal·lar un ranxo, que més tard va convertir en residència d'artistes, la Djerassi Artists Residency. Va abandonar la carrera d'investigador per dedicar-se de ple a la literatura, que també li ha valgut reconeixements.

## Reconeixements
L'any 1973 va rebre la Medalla Nacional de la Ciència dels Estats Units «en reconeixement de la seva destacada contribució a l'elucidació de la química complexa de les hormones esteroides i a l'aplicació d'aquests compostos a la química farmacològica i al control de la població mitjançant anticonceptius orals». Entre altres prestigiosos premis va rebre el Premi Wolf de Química 1978, la Medalla Nacional de Tecnologia i Innovació dels Estats Units 1991, la Medalla Priestley 1992 de la Societat Americana de Química, la medalla d'Edimburg 2011 del Festival Internacional de Ciència. L'any 2005, Correus d'Àustria va dedicar-li un segell amb la seva imatge; en la versió que venia en un full, hi havia la inscripció: «Nat 1923, expulsat 1938, reconciliat 2003».
No va rebre el Premi Nobel, però va ser-ne candidat pel cap baix en vint ocasions.

## Llibres

### No ficció
Djerassi va ser un dels pocs autors a publicar múltiples autobiografies, juntament amb Joan Baez i Dory Previn. Almenys dos apareixen en aquesta llista:
- Optical Rotatory Dispersion, McGraw-Hill & Company, 1960.
- The Politics of Contraception, W H Freeman & Company, 1981, ISBN 0-7167-1342-X
- Steroids Made it Possible (Profiles, Pathways, and Dreams), Societat Química Americana, 1990, ISBN 0-8412-1773-4 (autobiografia)
- The Pill, Pygmy Chimps, and Degas' Horse, Basic Books, 1992, ISBN 0-465-05758-6 (autobiography)
- From the Lab into The World: A Pill for People, Pets, and Bugs, American Chemical Society, 1994, ISBN 0-8412-2808-6
- Paul Klee: Masterpieces of the Djerassi Collection, (coeditor), Prestel Publishing, 2002, ISBN 3-7913-2779-8
- Dalla pillola alla penna, di Renzo Editore, 2004, ISBN 88-8323-086-8
- This Man's Pill: Reflections on the 50th Birthday of the Pill, Oxford University Press, USA, 2004, ISBN 0-19-860695-8 (memoir)
- In retrospect: From the pill to the pen, autobiografia. Imperial College Press, London, 2014, ISBN 978-1783265329

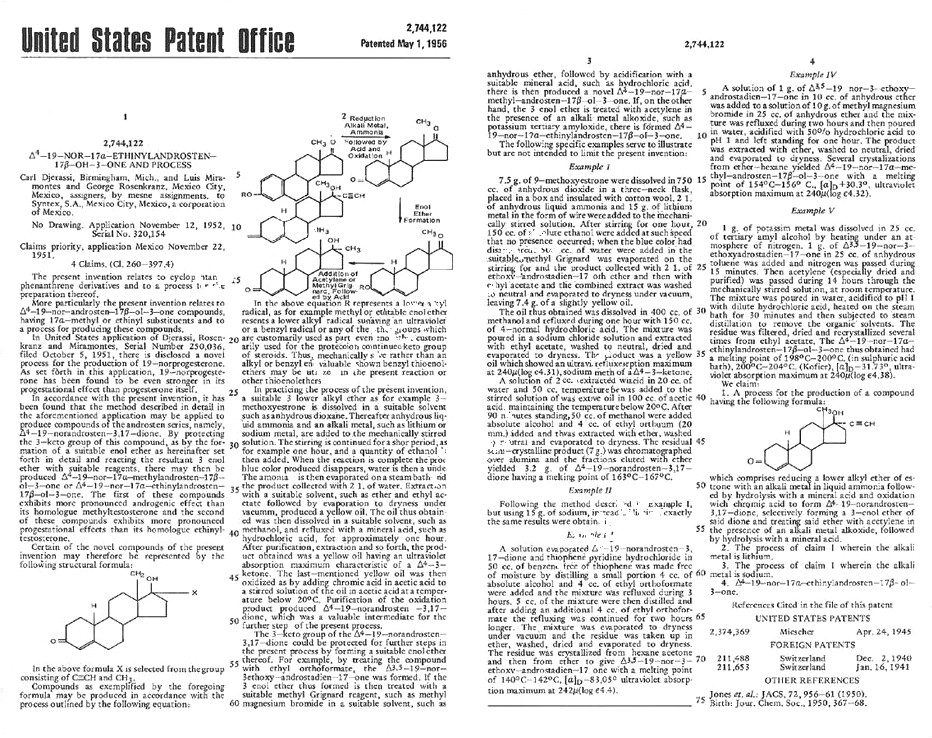
Patent de la primera progestina oral activa, la qual va permetre el desenvolupament de l'anticonceptiu oral, triat en el Saló de la Fama d'Inventors dels Estats Units.

### Ficció
- Futurist and Other Stories, Macdonald, 1989, ISBN 0-356-17500-6
- The Clock Runs Backwards, Story Line Press, 1991, ISBN 0-934257-75-2
- Marx, Deceased, University of Geòrgia Press, 1996, ISBN 0-8203-1835-3

#### Ciència en la ficció
Djerassi va inventar el terme «ciència en la ficció» per referir-se al gènere literari que mostra les vides reals de científics, amb els seus complexos, conflictes i aspiracions. Això no és ciència-ficció d'un futur llunyà: és sobre gent real, vivint ara al nostre món.
- Cantor's Dilemma, Penguin, 1989, ISBN 0-14-014359-9
- The Bourbaki Gambit, Penguin, 1994, ISBN 0-14-025485-4
- Menachem's Seed, Penguin, 1996, ISBN 0-14-027794-3
- NO, Penguin, 1998, ISBN 0-14-029654-9

#### Drama
- An Immaculate Misconception: Sex in an Age of Mechanical Reproduction, Imperial College Press, 2000, ISBN 1-86094-248-2 (adapted from the novell, Menachem's Seed)

- L.A. Theatre Works, Àudio Theatre Collection CD, 2004, ISBN 1-58081-286-4

- Oxygen, (amb Roald Hoffmann, coautor), Wiley-VCH, 2001, ISBN 3-527-30413-4
- Oxigen, (amb Roald Hoffmann, coautor), Universitat de València - Mètode - Institut d'Estudis Catalans, 2011, ISBN 978-84-370-8193-9
- Newton's Darkness: Two Dramatic Views, (with David Pinner, coauthor), Imperial College Press, 2004, ISBN 1-86094-390-X
- Four Jews on Parnassus